# نوئل برزفورد-پیرس
نوئل برزفورد-پیرس (انگلیسی: Noel Beresford-Peirse; ۲۲ دسامبر ۱۸۸۷ – ۱۴ ژانویهٔ ۱۹۵۳) فرد نظامی اهل بریتانیا بود. وی همچنین برندهٔ جوایزی همچون نشان امپراتوری بریتانیا و نشان حمام شده‌است.